# Landgericht Bogen
Das Landgericht Bogen in Niederbayern bestand vom 1. Oktober 1839 bis zum 30. September 1879. Es war ein Landgericht älterer Ordnung mit Aufgaben in der Verwaltung und im juristischen Bereich.
Ab dem 1. Juli 1862 war das Landgericht Bogen nur noch für juristische Aufgaben zuständig, da in Bayern eine Trennung von Rechtspflege und Verwaltung vollzogen wurde. Die Rechtspflegeeinrichtungen behielten die Bezeichnung Landgericht und die Verwaltungsbehörden erhielten die Bezeichnung Bezirksamt. Somit wurden die Verwaltungsaufgaben ab 1862 an das Bezirksamt Bogen abgegeben. Das Amtsgericht Bogen wurde ab 1. Oktober 1879 Nachfolgeeinrichtung des Landgerichts unter Beibehaltung des Gerichtsbezirks.

## Geschichte
Am 21. April 1838 verfügte der Bayerische König die Bildung von sieben neuen Landgerichten, darunter das Landgericht Bogen. Das Landgericht erster Klasse wurde gebildet aus Gemeinden der Landgerichte Mitterfels und Deggendorf. Dazu wurden Albertsried, Bogen, Bogenberg, Degernbach, Oberalteich, Perasdorf, Pfelling, Schwarzach, Unterhunderdorf und Windberg  aus dem Landgericht Mitterfels ausgegliedert und Bärnried, Buchberg, Mariaposching, Niederwinkling, Offenberg, Penzenried und Waltendorf aus dem Landgericht Deggendorf.  Das Personal wurde am 18. August 1839 ernannt, amtliche Wirksamkeit erlangte das neue Landgericht ab dem 1. Oktober 1839.
Zum Zeitpunkt der Volkszählung 1871 umfasste das Landgericht Bogen 3,20 Quadratmeilen, 14 Gemeinden (Albertsried, Bernried, Bogen, Bogenberg, Degernbach, Hunderdorf, Mariaposching, Niederwinkling, Oberalteich, Perasdorf, Pfelling, Schwarzach, Waltendorf und Windberg) mit 2737 Haushaltungen und eine Wohnbevölkerung von 12467 Einwohnern.